# Prasinocyma
Prasinocyma là một chi bướm đêm thuộc họ Geometridae.

## Các loài
- Prasinocyma absimilis Warren, 1901
- Prasinocyma acutipennis 	Wiltshire, 1994
- Prasinocyma adornata Prout, 1915
- Prasinocyma aetheraea Debauche, 1937
- Prasinocyma agglomerata 	Herbulot, 1996
- Prasinocyma albicosta Walker, 1861
- Prasinocyma albinotata Prout, 1915
- Prasinocyma albiseriata Warren, 1906
- Prasinocyma albisticta Warren, 1901
- Prasinocyma albivenata Herbulot, 1983
- Prasinocyma allocraspeda Prout, 1924
- Prasinocyma amharensis Hausmann, Sciarretta & Parisi, 2016[2]
- Prasinocyma ampla Warren, 1904
- Prasinocyma anadyomene Townsend, 1952
- Prasinocyma angiana Joicey & Talbot, 1917
- Prasinocyma angolica Prout, 1930
- Prasinocyma angulifera Hausmann, Sciarretta & Parisi, 2016[2]
- Prasinocyma angulilinea Warren, 1912
- Prasinocyma annexa Prout, 1924
- Prasinocyma anomoea Turner, 1910
- Prasinocyma approximata Prout, 1913
- Prasinocyma aquamarina Hausmann, Sciarretta & Parisi, 2016[2]
- Prasinocyma arabica Wiltshire, 1982
- Prasinocyma bamenda Herbulot, 1982
- Prasinocyma batesi Prout, 1930[2]
- Prasinocyma baumgaertneri Hausmann, Sciarretta & Parisi, 2016[2]
- Prasinocyma beryllaria Hausmann, Sciarretta & Parisi, 2016[2]
- Prasinocyma bicolor Warren, 1907
- Prasinocyma bicolora T.P. Lucas, 1888
- Prasinocyma bicornuta Warren, 1912
- Prasinocyma bifimbriata Prout, 1912
- Prasinocyma bilobata Fletcher, 1978
- Prasinocyma bipunctata Prout, 1913
- Prasinocyma bongaensis Hausmann, Sciarretta & Parisi, 2016[2]
- Prasinocyma caecata Fletcher, 1958
- Prasinocyma caeruleotincta Prout, 1912
- Prasinocyma camerunalta Herbulot, 1986[2]
- Prasinocyma candida Prout, 1923
- Prasinocyma caniola Warren, 1903
- Prasinocyma cellularia Guenée, 1862
- Prasinocyma centralis Prout, 1915
- Prasinocyma chloroprosopa Prout, 1913
- Prasinocyma coerulea Warren, 1903
- Prasinocyma congrua Walker, 1869
- Prasinocyma consobrina Warren, 1912
- Prasinocyma convergens Warren, 1907
- Prasinocyma corolla Prout, 1913
- Prasinocyma corrugata Fletcher, 1958
- Prasinocyma crenulata Fletcher, 1958
- Prasinocyma croca Fletcher, 1978
- Prasinocyma crossota Meyrick, 1888
- Prasinocyma debilis Prout, 1913
- Prasinocyma decisissima Walker, 1861
- Prasinocyma degenerata Prout, 1913
- Prasinocyma delicata Warren, 1912
- Prasinocyma delicataria Möschler, 1887
- Prasinocyma dentatilineata Prout, 1913
- Prasinocyma deviata Prout, 1913
- Prasinocyma differens Warren, 1902
- Prasinocyma dilucida Walker, 1861
- Prasinocyma dioscorodes Prout, 1913
- Prasinocyma discata Warren, 1906
- Prasinocyma discipuncta Hausmann, Sciarretta & Parisi, 2016[2]
- Prasinocyma discoprivata Prout, 1913
- Prasinocyma dohertyi Warren, 1903
- Prasinocyma dorsipunctata Warren, 1911
- Prasinocyma edwardsi Fletcher, 1958
- Prasinocyma eichhhorni Prout, 1926
- Prasinocyma eichhorni Prout, 1920
- Prasinocyma eremica Wiltshire, 1980
- Prasinocyma exililinea  Warren, 1906
- Prasinocyma exilior
- Prasinocyma fallax Hausmann, Sciarretta & Parisi, 2016[2]
- Prasinocyma flavicosta
- Prasinocyma flavilimes  Warren, 1906
- Prasinocyma florediscata  Warren, 1907
- Prasinocyma floresaria
- Prasinocyma fragilis  Warren, 1903
- Prasinocyma fraterna  Warren, 1907
- Prasinocyma furcata  Fletcher, 1963
- Prasinocyma fusca Hausmann, Sciarretta & Parisi, 2016[2]
- Prasinocyma gajdacsi  Prout, 1930
- Prasinocyma geminata  Prout, 1913
- Prasinocyma geminipuncta  Warren, 1906
- Prasinocyma gemmatimargo  Prout, 1915
- Prasinocyma gemmifera Hausmann, Sciarretta & Parisi, 2016[2]
- Prasinocyma geometrica  Prout, 1913
- Prasinocyma germinaria  (Guenée, 1857)
- Prasinocyma getachewi Hausmann, Sciarretta & Parisi, 2016[2]
- Prasinocyma glauca  Warren, 1907
- Prasinocyma hadrata  (Felder, 1875)
- Prasinocyma hailei  Debauche, 1937
- Prasinocyma hiaraka  Viette, 1981
- Prasinocyma ibandana  Debauche, 1941
- Prasinocyma idiotica  Prout, 1930
- Prasinocyma immaculata (Thunberg, 1784)
- Prasinocyma inconspicuata Fletcher, 1958
- Prasinocyma indentilinea Warren, 1912
- Prasinocyma indistincta Warren, 1903
- Prasinocyma infirma  Prout, 1913
- Prasinocyma inornata  Fletcher, 1958
- Prasinocyma intermedia  Warren, 1907
- Prasinocyma intermixta
- Prasinocyma inturbida  Prout, 1924
- Prasinocyma inversicaulis  Prout, 1913
- Prasinocyma iosticta  (Meyrick, 1888)
- Prasinocyma iseres  Turner, 1922
- Prasinocyma isorrhopia
- Prasinocyma jefferyi  Prout, 1930
- Prasinocyma laticostata  Warren, 1906
- Prasinocyma latistriga  Warren, 1906
- Prasinocyma leucocycla  Herbulot, 1982
- Prasinocyma leucogramma
- Prasinocyma leucophracta  Prout, 1932
- Prasinocyma leucopis
- Prasinocyma leveneorum Hausmann, Sciarretta & Parisi, 2016[2]
- Prasinocyma limpida  Prout, 1922
- Prasinocyma lindemannae  Fletcher, 1958
- Prasinocyma loveridgei  Prout, 1926
- Prasinocyma lutulenta Hausmann, Sciarretta & Parisi, 2016[2]
- Prasinocyma magica Hausmann, Sciarretta & Parisi, 2016[2]
- Prasinocyma marginepunctata  Warren, 1903
- Prasinocyma marina  Warren, 1907
- Prasinocyma megacydes  Prout, 1930
- Prasinocyma melanostigma 	Herbulot, 1996
- Prasinocyma minutapuncta  Warren, 1903
- Prasinocyma mistifimbria
- Prasinocyma monikae Hausmann, Sciarretta & Parisi, 2016[2]
- Prasinocyma nandiensis  Prout, 1930
- Prasinocyma neavei  Prout, 1912
- Prasinocyma neglecta  Prout, 1921
- Prasinocyma nereis  Townsend, 1952
- Prasinocyma nictata  Prout, 1913
- Prasinocyma nigrimacula  Prout, 1915
- Prasinocyma nigripunctata (Warren, 1897)
- Prasinocyma niphobola  Prout, 1930
- Prasinocyma niphosporas  Prout, 1930
- Prasinocyma niveisticta
- Prasinocyma nivisparsa  (Butler, 1882)
- Prasinocyma nonyma  Prout, 1926
- Prasinocyma oblita  Prout, 1930
- Prasinocyma obsoleta  Warren, 1906
- Prasinocyma oculata  Prout, 1915
- Prasinocyma ocyptera  Meyrick, 1888
- Prasinocyma ornatifimbria  Warren, 1903
- Prasinocyma oxybeles  Prout, 1913
- Prasinocyma oxycentra  (Meyrick, 1888)
- Prasinocyma pallidulata (Mabille 1880)
- Prasinocyma panchlora Prout, 1913
- Prasinocyma pavlitzkiae Fletcher, 1958
- Prasinocyma pedicata  Fletcher, 1956
- Prasinocyma periculosa  Warren, 1903
- Prasinocyma perineti  Viette, 1981
- Prasinocyma peristicta  West, 1930
- Prasinocyma permagna  Herbulot, 1982
- Prasinocyma permitis  Prout, 1932
- Prasinocyma perpolluta  Prout, 1913
- Prasinocyma perpulverata  Prout, 1916
- Prasinocyma perscripta
- Prasinocyma phaeostigma
- Prasinocyma philocala  Prout, 1924
- Prasinocyma phoenicogramma  Prout, 1913
- Prasinocyma phyllosa  (Pagenstecher, 1886)
- Prasinocyma pictifimbria  Warren, 1904
- Prasinocyma poeessa
- Prasinocyma polluta  Warren, 1903
- Prasinocyma pomonae  Warren, 1912
- Prasinocyma pratti  Prout, 1924
- Prasinocyma prouti
- Prasinocyma pulchraria  Swinhoe, 1904
- Prasinocyma pumilata  Fletcher, 1956
- Prasinocyma punctifimbria  Warren, 1904
- Prasinocyma punctilligera  Warren, 1906
- Prasinocyma punctulata  Warren, 1903
- Prasinocyma pupillata (Warren, 1902)
- Prasinocyma respersa
- Prasinocyma reversa
- Prasinocyma rhodocosma  (Meyrick, 1888)
- Prasinocyma rhodocycla  Prout, 1917
- Prasinocyma rhodostigma  Prout, 1916
- Prasinocyma robusta Hausmann, Sciarretta & Parisi, 2016[2]
- Prasinocyma rubrimacula (Warren, 1899)
- Prasinocyma rudipunctata  Prout, 1924
- Prasinocyma ruficollis  Prout, 1913
- Prasinocyma ruficosta  Warren, 1906
- Prasinocyma ruficulmen  Prout, 1913
- Prasinocyma rufimargo  Warren, 1912
- Prasinocyma rufistriga  Warren, 1906
- Prasinocyma rufitincta
- Prasinocyma rugistrigula  Prout, 1912
- Prasinocyma salutaria (Swinhoe, 1904)
- Prasinocyma sanguinicosta  Prout, 1912
- Prasinocyma scintillans  Warren, 1906
- Prasinocyma scissaria
- Prasinocyma semicincta  Herbulot, 1982
- Prasinocyma semicrocea  Walker, 1861
- Prasinocyma semidiscata
- Prasinocyma semimacula
- Prasinocyma seminivea  Warren, 1906
- Prasinocyma septentrionalis Hausmann, Sciarretta & Parisi, 2016[2]
- Prasinocyma serratilinea  Warren, 1912
- Prasinocyma shoa[2]
- Prasinocyma signifera  Warren, 1903
- Prasinocyma simiaria  (Guenée, 1857)
- Prasinocyma simplex  Warren, 1912
- Prasinocyma simpliciata  Fletcher, 1958
- Prasinocyma solida
- Prasinocyma sororcula  Warren, 1907
- Prasinocyma stefani Hausmann, Sciarretta & Parisi, 2016[2]
- Prasinocyma stictimargo (Warren, 1902)
- Prasinocyma stictoloma  Prout, 1928
- Prasinocyma strigicosta
- Prasinocyma subalpina
- Prasinocyma subfasciata
- Prasinocyma subobsoleta
- Prasinocyma superba
- Prasinocyma syntyche  Prout, 1913
- Prasinocyma tandi  Bethune-Baker, 1913
- Prasinocyma tenera  Warren, 1903
- Prasinocyma tetracosmia  Prout, 1930
- Prasinocyma tranquilla  Prout, 1917
- Prasinocyma transita Prout, 1930
- Prasinocyma trematerrai Hausmann, Sciarretta & Parisi, 2016[2]
- Prasinocyma triangulata  Fletcher, 1958
- Prasinocyma tricolorifrons (Prout, 1913)
- Prasinocyma trifilifimbria  Prout, 1915
- Prasinocyma triglena  Prout, 1930
- Prasinocyma tripuncta  Prout, 1913
- Prasinocyma triseriata
- Prasinocyma tryphera  Prout, 1924
- Prasinocyma turlini  Herbulot, 1982
- Prasinocyma ultima
- Prasinocyma uniformata
- Prasinocyma unipuncta
- Prasinocyma vagabunda  Warren, 1903
- Prasinocyma vagilinea  Prout, 1911
- Prasinocyma vagrans  Prout, 1913
- Prasinocyma venata  Prout, 1913
- Prasinocyma vermicularia (Guenée, 1857)
- Prasinocyma vestigiata  Warren, 1906
- Prasinocyma votiva  Prout, 1913
- Prasinocyma xanthopera